# Issamoulenc
Issamoulenc település Franciaországban, Ardèche megyében. Lakosainak száma 105 fő (2022. január 1.). Issamoulenc Ajoux, Albon-d’Ardèche, Marcols-les-Eaux, Saint-Étienne-de-Serre, Saint-Julien-du-Gua és Saint-Pierreville községekkel határos.

## Népesség
A település népességének változása:
| Lakosok száma | 218  | 142  | 112  | 105  | 113  | 100  | 91   | 87   | 93   | 105  |
|               | 1968 | 1982 | 1990 | 2006 | 2013 | 2015 | 2017 | 2019 | 2020 | 2022 |